# ای۱ هرواتسکا
ای۱ هرواتسکا (انگلیسی: A1 Hrvatska) شرکت مخابرات کروات است، که در سال ۱۹۹۹ تأسیس شد.